# Río Deva (Pontevedra)
El río Deva es un río de la provincia de Pontevedra. Es un afluente del río Miño, por su margen derecha, con la totalidad de su recorrido en la provincial de Pontevedra.

## Étimo del nombre
Algunas teorías señalan un origen céltico para este nombre, posiblemente del mismo origen que la voz dios (indoeuropeo *deiwos), con significado de "sagrado" o "divino". El nombre se repite en Galicia, en el río Deva de la provincia de Orense. Hay otros Devas, el río Deva entre Asturias y Cantabria, y en la provincia de Guipúzcoa el río Deva. En la Galia el antiguo Devona o el británico Devon.

## Recorrido
El río Deva nace a 800 m de altitud en el lugar denominado Teso de Deva, en el municipio de La Cañiza, marcando una dirección de curso N-S. Recorre un total de 21 km, antes de verter sus aguas en el Miño, en el municipio de Arbo. Su cuenca tiene unos 92,3 km². El caudal medio es de 3,70 m³/s.

## Régimen hídrico
Es un río de régimen pluvial, pues la pluviosidad media de su cuenca se calcula en 1.608 mm anuales.